# Les Fous, Les Savants & Les Sages
Les Fous, Les Savants & Les Sages (2008) es el tercer CD lanzado por el grupo francés de reggae, Kana, el 24 de marzo de 2008. Luego de un gran receso de cinco años, el reggae francés vuelve a las pistas, resaltando éxitos como "Sous le vieil arbre du village", "Colores de la vida", "Samouraï" y "Terrorisés". Este disco se caracteriza por incluir varias canciones en español, lo que da indicio de la presencia de integrantes latinos en la banda. Al final del primer trimestre de 2009 las ventas de este álbum han superado los 10 000 ejemplares. Considerando el gran tiempo que estuvieron sin lanzar un CD, y la tendencia del mercado y la música, el número de ventas es una cantidad importante a considerar. Este disco se caracteriza por ser el único que no posee ninguna canción con el título del CD, un dato menor para no dejarlo de comentar.

## Lista de canciones
- 1. Sous Le Vieil Arbre Du Village (04:19)
- 2. Colores De La Vida (04:00)
- 3. Vent De Panique (04:40)
- 4. Paname (03:38)
- 5. Samouraï (03:45)
- 6. Oiga (04:20)
- 7. Un Jour Nouveau (03:44)
- 8. Méthadone (03:57)
- 9. 125th Street Harlem (02:47)
- 10. Terrorisés (05:25)
- 11. Interlude In Dub (02:13)
- 12. Bailamos (03:26)
- 13. Sin Amor (03:53)
- 14. Tous Les Mêmes (05:06)

- Datos: Q5973702